# Eifel
Eifel je brdski lanac koji se nalazi u zapadnoj Njemačkoj i istočnoj Belgiji. Prostire se na području jugozapadnojg dijela Sjeverne Rajne-Vestfalije, sjeverozapadne Rajnske Falačke i južnog dijela Njemačke govorne zajednice u Belgiji.  Na zapadu planinski lanac se naslanja na Ardene u Belgiji i Luksemburgu. Na jugu i istoku planine Eifel ograničavaju doline Rajne i Mosela. Najviši vrh planina Eifel visok je 747 metara. Planine se sastoje od vapnenca, kvarcita, latita i bazaltnih vulkanskih stijena. Prije oko 10.000 godina ovdje su bili vrlo aktivni vulkani. U suvremenim rudnicima Eifela vadi se škriljevac, u Njemačkoj danas visoko tražena stijena za krovopokrivačke radove. 
Cijelo područje se prostire na oko 5300 km². Sjeverni dio Eifela je od 2004. zaštićen kao nacionalni park (110 km²). Tu se nalazi i staza Formule 1 Nürburgring. 

## Vanjske poveznice
- Nacionalni park Eifel
- Udruženje ljubitelja Eifela